# 笠谷圭見
笠谷 圭見（かさたに よしあき、1969年5月22日 - ）は、大阪府出身の日本のドキュメンタリー映画監督、クリエイティブディレクター。

## 来歴
大阪・東京を拠点とするデザイン会社「RISSI INC.」にて、広告・グラフィック・映像・空間演出など、多岐にわたる領域でクリエイティブディレクションを担う。2011年に「PR-y」を発足し、障害者によるアウトサイダー・アートの普及活動に取り組む。パリとプラハに拠点を持つアール・ブリュットの研究機関 abcd協会との親交が深い。
2012年 ファッションブランド「DISTORTION3」をプロデュースし、世界15ヶ国で販売される。2016年に公開された初監督映画「A Short Film About DISTORTION」では、女優の松田美由紀がナレーションを担っている。
デザインによる社会貢献活動の一環として、障害者施設を題材にしたフォトブックの刊行やエキシビションを開催し、福祉施設の合同展覧会で出会った滋賀県の社会福祉法人と関わりを持つ。障害者のポートレート写真集や短編映像作品の制作を経て、ドキュメンタリー映画『地蔵とリビドー』を監督し、2018年に公開された。同作は日本国内だけでなく、アメリカ、スイス、香港でも上映された。

## 映像作品
- A Short Film About DISTORTION（2016年）
- 地蔵とリビドー（2018年）[5]
- 夜の舟（2023年）

## 著書
- 『A Book About DISTORTION』やまなみ工房、2016年